# 舊巴扎
舊巴扎是北馬其頓共和國首都斯科普里的一處巴扎，也是巴爾幹半島上除了伊斯坦布尔之外最大的一處巴扎。它位於瓦尔達尔河東岸，自12世紀以來就是斯科普里的貿易和商業中心。現在舊巴扎的文化遺產得到北馬其頓政府的保護。